# Fiume Guajataca
Il fiume Guajataca (in lingua spagnola Río Guajataca) è un fiume che scorre in Lares, Porto Rico. Si trova sul lato nordovest dell'isola. Esso scorre da sud e sfocia nell'Oceano Atlantico. Deve il proprio nome agli abitanti Taino, prima dell'arrivo di Cristoforo Colombo.
La sua lunghezza è di circa 41 chilometri, con origine nella circoscrizione di Buenos Aires a un'altitudine di circa 488 metri s.l.m.. 
Esso attraversa i comuni di Lares, San Sebastián, Quebradillas e Isabela; nel suo percorso forma il lago omonimo.
Il fiume dà anche il nome a uno dei principali hotel nella zona, Parador Guajataca. Guajataca, talvolta pronunciato Guajataka, è anche il nome di un'area nel comune di San Sebastián.
Il fiume forma anche l'omonimo lago, generato da una diga eretta dal Corpo degli ingegneri dell'Esercito degli Stati Uniti, che è proprietà della Puerto Rico Electrical Authority.
Molte scuole, aziende e organizzazioni, incluso l'albergo statale Guajataka Scout Reservation, e società escursionistiche con il kayak, prendono lo stesso nome.